# Episodi di El internado (sesta stagione)
La sesta stagione di El internado è composta da 13 episodi ed è stata trasmessa in Spagna dal 16 novembre 2009 al 1º marzo 2010, con ascolti medi per 2.929.000 spettatori e il 16,5% di share.
In Italia, la sesta stagione è inedita.
| n° | Titolo originale              | Titolo italiano | Prima TV Spagna  | Prima TV Italia |
| -- | ----------------------------- | --------------- | ---------------- | --------------- |
| 1  | Los monstruos vienen de noche |                 | 16 novembre 2009 | -               |
| 2  | Las galletas del porvenir     |                 | 23 novembre 2009 | -               |
| 3  | El hombre lobo                |                 | 30 novembre 2009 | -               |
| 4  | La traición                   |                 | 7 dicembre 2009  | -               |
| 5  | El baile de los culpables     |                 | 14 dicembre 2009 | -               |
| 6  | Paula y el lobo               |                 | 11 gennaio 2010  | -               |
| 7  | La leyenda de Eva             |                 | 18 gennaio 2010  | -               |
| 8  | La princesa de hielo          |                 | 25 gennaio 2010  | -               |
| 9  | El extraterrestre             |                 | 1º febbraio 2010 | -               |
| 10 | La habitación número 13       |                 | 8 febbraio 2010  | -               |
| 11 | El mago                       |                 | 15 febbraio 2010 | -               |
| 12 | Alaska                        |                 | 22 febbraio 2010 | -               |
| 13 | Después de la luz             |                 | 1º marzo 2010    | -               |